# Armen Leonovič Tachtadžjan
Armen Leonovič Tachtadžjan (in russo Арме́н Лео́нович Тахтаджя́н?; Şuşa, 10 giugno 1910 – San Pietroburgo, 13 novembre 2009) è stato un botanico sovietico, dal 1991 russo, di etnia armena.
È una delle più importanti figure del XX secolo nello studio dell'evoluzione delle piante, della loro sistematica e biogeografia. Gli altri suoi interessi comprendono la morfologia e la paleobotanica delle angiosperme, e la flora del Caucaso.

## Biografia
Tachtadžjan lavorò al Komarov Botanical Institute di Leningrado, dove sviluppò nel 1940 il suo sistema di classificazione delle Piante, che enfatizzava le relazioni filogenetiche tra di esse. Il suo sistema divenne conosciuto dai botanici occidentali solo nel 1950, e verso la fine del decennio egli iniziò una corrispondenza e una collaborazione con l'importante botanico americano Arthur Cronquist. La collaborazione con Tachtadžjan e altri botanici del Komarov Botanical Institute influenzerà fortemente il sistema di classificazione dell'autore americano.
Il sistema di classificazione di Tachtadžjan considera le piante come una divisione, Magnoliophyta, con due classi, Magnoliopsida (dicotiledoni) e Liliopsida (monocotiledoni). Queste due classi sono suddivise in sottoclassi, e ulteriormente in superordini, ordini e famiglie. La classificazione di Tachtadžjan è simile a quella di Cronquist, ma con una maggiore complessità nei taxa superiori. Tachtadžjan favorisce gli ordini e le famiglie minori, per permettere ai caratteri e alle relazioni evolutive di essere più facilmente comprese. Il sistema di Tachtadžjan è tutt'oggi molto influente: è usato, per esempio, dal Montréal Botanical Garden. Ha anche sviluppato un sistema di classificazione delle regioni floristiche.
È un membro dell'Accademia russa delle scienze e dal 1971 è associato come straniero alla U.S. National Academy of Science. Le specie identificate dall'autore riportano la sigla Takht. insieme al nome specifico.

## Alcune pubblicazioni
- A. Takhtajan, Th.J. Crovello and A. Cronquist (1986). Floristic Regions of the World.
- A. Takhtajan (1991). Evolutionary Trends in Flowering Plants
- A. Takhtajan (1997). Diversity and Classification of Flowering Plants

| Takht. è l'abbreviazione standard utilizzata per le piante descritte da Armen Leonovič Tachtadžjan. Consulta l'elenco delle piante assegnate a questo autore dall'IPNI. |